# Élections générales espagnoles de 2011 en Castille-La Manche
Les élections générales espagnoles de 2011 (en espagnol : Elecciones generales de España de 2011) se sont tenues le dimanche 20 novembre 2011 afin d'élire les 350 députés et 208 des 266 sénateurs de la Xe législature des Cortes Generales. 21 députés sont élus en Castille-La Manche.

## Résultats
| Parti                  | Parti                                                   | Voix      | %     | +/-   | Sièges | +/-           |
| ---------------------- | ------------------------------------------------------- | --------- | ----- | ----- | ------ | ------------- |
|                        | Parti populaire (PP)                                    | 654 546   | 55,81 | 6,45  | 14     | 2             |
|                        | Parti socialiste ouvrier espagnol (PSOE)                | 355 806   | 30,34 | 14,17 | 7      | 2             |
|                        | Gauche plurielle (IU-LV)                                | 67 817    | 5,78  | 2,85  | 0      | en stagnation |
|                        | Union, progrès et démocratie (UPyD)                     | 58 224    | 4,96  | 3,87  | 0      | en stagnation |
|                        | Equo                                                    | 7 847     | 0,67  | Nv.   | 0      | en stagnation |
|                        | Parti animaliste contre la maltraitance animale (PACMA) | 4 156     | 0,35  | 0,26  | 0      | en stagnation |
|                        | Sièges en blanc (EB)                                    | 2 876     | 0,25  | Nv.   | 0      | en stagnation |
|                        | Parti communiste des peuples d'Espagne (PCPE)           | 1 438     | 0,12  | 0,06  | 0      | en stagnation |
|                        | Pour un monde + juste (PUM+J)                           | 1 135     | 0,10  | 0,02  | 0      | en stagnation |
|                        | Autres partis                                           | 3 974     | 0,34  | -     | 0      | -             |
|                        | Vote blanc                                              | 15 033    | 1,28  | 0,31  |        |               |
|                        |                                                         |           |       |       |        |               |
| Suffrages exprimés     | Suffrages exprimés                                      | 1 172 852 | 98,51 |       |        |               |
| Votes nuls             | Votes nuls                                              | 17 718    | 1,49  |       |        |               |
| Total                  | Total                                                   | 1 190 570 | 100   | -     | 21     | en stagnation |
| Abstention             | Abstention                                              | 380 928   | 24,24 |       |        |               |
| Inscrits/Participation | Inscrits/Participation                                  | 1 571 498 | 75,76 |       |        |               |

### Résultats par provinces

#### Albacete
| Parti                  | Parti                                                   | Voix    | %     | +/-   | Sièges | +/-           |
| ---------------------- | ------------------------------------------------------- | ------- | ----- | ----- | ------ | ------------- |
|                        | Parti populaire (PP)                                    | 127 995 | 55,09 | 7,72  | 3      | 1             |
|                        | Parti socialiste ouvrier espagnol (PSOE)                | 69 981  | 30,12 | 15,62 | 1      | 1             |
|                        | Gauche plurielle (IU-LV)                                | 14 324  | 6,17  | 2,79  | 0      | en stagnation |
|                        | Union, progrès et démocratie (UPyD)                     | 11 614  | 5,00  | 3,72  | 0      | en stagnation |
|                        | Equo                                                    | 2 077   | 0,89  | Nv.   | 0      | en stagnation |
|                        | Sièges en blanc (EB)                                    | 1 153   | 0,50  | Nv.   | 0      | en stagnation |
|                        | Parti animaliste contre la maltraitance animale (PACMA) | 921     | 0,40  | 0,22  | 0      | en stagnation |
|                        | Pour un monde + juste (PUM+J)                           | 597     | 0,26  | 0,10  | 0      | en stagnation |
|                        | Parti communiste des peuples d'Espagne (PCPE)           | 386     | 0,17  | 0,11  | 0      | en stagnation |
|                        | Forum Centre et démocratie (CyD)                        | 192     | 0,08  | Nv.   | 0      | en stagnation |
|                        | Vote blanc                                              | 3 082   | 1,33  | 0,20  |        |               |
|                        |                                                         |         |       |       |        |               |
| Suffrages exprimés     | Suffrages exprimés                                      | 232 322 | 98,64 |       |        |               |
| Votes nuls             | Votes nuls                                              | 3 193   | 1,36  |       |        |               |
| Total                  | Total                                                   | 235 515 | 100   | -     | 4      | en stagnation |
| Abstention             | Abstention                                              | 73 941  | 23,89 |       |        |               |
| Inscrits/Participation | Inscrits/Participation                                  | 309 456 | 76,11 |       |        |               |

#### Ciudad Real
| Parti                  | Parti                                                   | Voix    | %     | +/-   | Sièges | +/-           |
| ---------------------- | ------------------------------------------------------- | ------- | ----- | ----- | ------ | ------------- |
|                        | Parti populaire (PP)                                    | 164 776 | 55,23 | 7,45  | 3      | en stagnation |
|                        | Parti socialiste ouvrier espagnol (PSOE)                | 95 375  | 31,97 | 14,80 | 2      | en stagnation |
|                        | Gauche plurielle (IU-LV)                                | 16 116  | 5,40  | 2,78  | 0      | en stagnation |
|                        | Union, progrès et démocratie (UPyD)                     | 13 106  | 4,39  | 3,57  | 0      | en stagnation |
|                        | Equo                                                    | 1 517   | 0,51  | Nv.   | 0      | en stagnation |
|                        | Sièges en blanc (EB)                                    | 1 225   | 0,41  | Nv.   | 0      | en stagnation |
|                        | Parti animaliste contre la maltraitance animale (PACMA) | 836     | 0,28  | 0,17  | 0      | en stagnation |
|                        | Citoyens de centre démocrate (CCD)                      | 469     | 0,16  | Nv.   | 0      | en stagnation |
|                        | Parti communiste des peuples d'Espagne (PCPE)           | 423     | 0,14  | 0,09  | 0      | en stagnation |
|                        | Pour un monde + juste (PUM+J)                           | 381     | 0,13  | 0,05  | 0      | en stagnation |
|                        | Unification communiste de l'Espagne (UCE)               | 101     | 0,03  | Nv.   | 0      | en stagnation |
|                        | Vote blanc                                              | 4 016   | 1,35  | 0,31  |        |               |
|                        |                                                         |         |       |       |        |               |
| Suffrages exprimés     | Suffrages exprimés                                      | 298 341 | 98,59 |       |        |               |
| Votes nuls             | Votes nuls                                              | 4 264   | 1,41  |       |        |               |
| Total                  | Total                                                   | 302 605 | 100   | -     | 5      | en stagnation |
| Abstention             | Abstention                                              | 102 159 | 25,24 |       |        |               |
| Inscrits/Participation | Inscrits/Participation                                  | 404 764 | 74,76 |       |        |               |

#### Cuenca
| Parti                  | Parti                                                   | Voix    | %     | +/-   | Sièges | +/-           |
| ---------------------- | ------------------------------------------------------- | ------- | ----- | ----- | ------ | ------------- |
|                        | Parti populaire (PP)                                    | 69 939  | 55,91 | 6,07  | 2      | en stagnation |
|                        | Parti socialiste ouvrier espagnol (PSOE)                | 41 293  | 33,01 | 12,19 | 1      | en stagnation |
|                        | Gauche plurielle (IU-LV)                                | 5 968   | 4,77  | 2,39  | 0      | en stagnation |
|                        | Union, progrès et démocratie (UPyD)                     | 4 468   | 3,57  | 2,81  | 0      | en stagnation |
|                        | Equo                                                    | 802     | 0,64  | Nv.   | 0      | en stagnation |
|                        | Parti animaliste contre la maltraitance animale (PACMA) | 306     | 0,24  | Nv.   | 0      | en stagnation |
|                        | Centre démocrate libéral (CDL)                          | 178     | 0,14  | Nv.   | 0      | en stagnation |
|                        | Pour un monde + juste (PUM+J)                           | 157     | 0,13  | 0,07  | 0      | en stagnation |
|                        | Parti castillan (PCAS)                                  | 154     | 0,12  | 0,06  | 0      | en stagnation |
|                        | Unification communiste de l'Espagne (UCE)               | 90      | 0,07  | Nv.   | 0      | en stagnation |
|                        | Vote blanc                                              | 1 737   | 1,39  | 0,44  |        |               |
|                        |                                                         |         |       |       |        |               |
| Suffrages exprimés     | Suffrages exprimés                                      | 125 092 | 98,54 |       |        |               |
| Votes nuls             | Votes nuls                                              | 1 853   | 1,46  |       |        |               |
| Total                  | Total                                                   | 126 945 | 100   | -     | 3      | en stagnation |
| Abstention             | Abstention                                              | 36 555  | 22,36 |       |        |               |
| Inscrits/Participation | Inscrits/Participation                                  | 163 500 | 77,64 |       |        |               |

#### Guadalajara
| Parti                  | Parti                                                   | Voix    | %     | +/-   | Sièges | +/-           |
| ---------------------- | ------------------------------------------------------- | ------- | ----- | ----- | ------ | ------------- |
|                        | Parti populaire (PP)                                    | 71 362  | 54,00 | 3,35  | 2      | en stagnation |
|                        | Parti socialiste ouvrier espagnol (PSOE)                | 36 589  | 27,69 | 13,28 | 1      | en stagnation |
|                        | Union, progrès et démocratie (UPyD)                     | 9 947   | 7,53  | 5,42  | 0      | en stagnation |
|                        | Gauche plurielle (IU-LV)                                | 9 036   | 6,84  | 3,55  | 0      | en stagnation |
|                        | Equo                                                    | 1 273   | 0,96  | Nv.   | 0      | en stagnation |
|                        | Parti animaliste contre la maltraitance animale (PACMA) | 620     | 0,47  | 0,24  | 0      | en stagnation |
|                        | Sièges en blanc (EB)                                    | 498     | 0,38  | Nv.   | 0      | en stagnation |
|                        | Démocratie nationale (DN)                               | 471     | 0,36  | 0,25  | 0      | en stagnation |
|                        | Parti castillan (PCAS)                                  | 197     | 0,15  | 0,06  | 0      | en stagnation |
|                        | Gauche anticapitaliste (IA)                             | 194     | 0,15  | Nv.   | 0      | en stagnation |
|                        | Autres partis                                           | 191     | 0,14  | -     | 0      | -             |
|                        | Vote blanc                                              | 1 776   | 1,34  | 0,30  |        |               |
|                        |                                                         |         |       |       |        |               |
| Suffrages exprimés     | Suffrages exprimés                                      | 132 154 | 98,36 |       |        |               |
| Votes nuls             | Votes nuls                                              | 2 197   | 1,64  |       |        |               |
| Total                  | Total                                                   | 134 351 | 100   | -     | 3      | en stagnation |
| Abstention             | Abstention                                              | 45 219  | 25,18 |       |        |               |
| Inscrits/Participation | Inscrits/Participation                                  | 179 570 | 74,82 |       |        |               |

#### Tolède
| Parti                  | Parti                                                   | Voix    | %     | +/-   | Sièges | +/-           |
| ---------------------- | ------------------------------------------------------- | ------- | ----- | ----- | ------ | ------------- |
|                        | Parti populaire (PP)                                    | 220 474 | 57,27 | 6,03  | 4      | 1             |
|                        | Parti socialiste ouvrier espagnol (PSOE)                | 112 568 | 29,24 | 13,71 | 2      | 1             |
|                        | Gauche plurielle (IU-LV)                                | 22 373  | 5,81  | 2,85  | 0      | en stagnation |
|                        | Union, progrès et démocratie (UPyD)                     | 19 089  | 4,96  | 4,00  | 0      | en stagnation |
|                        | Equo                                                    | 2 178   | 0,57  | Nv.   | 0      | en stagnation |
|                        | Parti animaliste contre la maltraitance animale (PACMA) | 1 473   | 0,38  | Nv.   | 0      | en stagnation |
|                        | Hartos.org                                              | 789     | 0,20  | Nv.   | 0      | en stagnation |
|                        | Union des citoyens indépendants de Tolède (UCIT)        | 785     | 0,20  | Nv.   | 0      | en stagnation |
|                        | Parti communiste des peuples d'Espagne (PCPE)           | 629     | 0,16  | 0,11  | 0      | en stagnation |
|                        | Unification communiste de l'Espagne (UCE)               | 163     | 0,04  | Nv.   | 0      | en stagnation |
|                        | Vote blanc                                              | 4 422   | 1,15  | 0,37  |        |               |
|                        |                                                         |         |       |       |        |               |
| Suffrages exprimés     | Suffrages exprimés                                      | 384 943 | 98,41 |       |        |               |
| Votes nuls             | Votes nuls                                              | 6 211   | 1,59  |       |        |               |
| Total                  | Total                                                   | 391 154 | 100   | -     | 6      | en stagnation |
| Abstention             | Abstention                                              | 123 054 | 23,93 |       |        |               |
| Inscrits/Participation | Inscrits/Participation                                  | 514 208 | 76,07 |       |        |               |